# Jakob Karau
Jakob Karau (ur. 16 października 1883 w Płatkownicy, zm. 3 sierpnia 1938 w Kutnie) – nauczyciel, działacz mniejszości niemieckiej w Polsce, radny Włocławka, poseł na Sejm I i II kadencji (1922–1930). 

## Życiorys
Urodził się na Podlasiu w rodzinie niemieckich rolników. W 1902 ukończył seminarium nauczycielskie w Warszawie, po czym pracował jako nauczyciel i kantor w Nowej Wsi oraz Nowym Ciechocinku. W czasie I wojny światowej był kantorem i kasjerem w parafii luterańskiej we Włocławku oraz kierownikiem szkoły niemieckiej tamże. Po odzyskaniu przez Polskę niepodległości zaangażował się w życie mniejszości niemieckiej w RP, był m.in. członkiem Deutscher Volksverband oraz publicystą i korespondentem niemieckich czasopism („Der Volksfreund”, „Freie Presse”, „Der Friedensbote” oraz „Zwiastun Ewangeliczny”). Kontynuował pracę jako pedagog (w latach 30. nauczał w Kutnie). 
W 1922 uzyskał mandat posła na Sejm z ramienia Bloku Mniejszości Narodowych w okręgu Włocławek. Był członkiem klubu Zjednoczenia Niemieckiego. W 1928 ponownie wybrany w tym samym okręgu i z tej samej listy, zasiadał w Niemieckim Klubie Parlamentarnym. Od października 1927 sprawował mandat radnego Włocławka. W tym samym roku przeniesiony karnie z Włocławka do Kutna, gdzie zmarł w 1938. 